# Liste der Baudenkmale in Thulendorf
In der Liste der Baudenkmale in Thulendorf sind alle Baudenkmale der Gemeinde Thulendorf (Landkreis Rostock) und ihrer Ortsteile aufgelistet  (Stand 10. Februar 2021).

## Neu Thulendorf
| ID  | Lage                 | Bezeichnung | Beschreibung | Bild      |
| --- | -------------------- | ----------- | --- | --------- |
| 551 | Zur Mühle 17 (Karte) | Windmühle   | Galerieholländer von 1906, 1912 um eine Bäckerei ergänzt, 1982 stillgelegt, Mahltechnik ausgebaut, Umbau zu einer Wohnstätte. | Windmühle |

## Thulendorf
| ID  | Lage                                        | Bezeichnung                         | Beschreibung | Bild                                |
| --- | ------------------------------------------- | ----------------------------------- | --- | ----------------------------------- |
| 739 | nahe der Straße nach Neu Thulendorf (Karte) | Gefallenendenkmal 1914/18           | |                                     |
| 740 | Kirchstraße (Karte)                         | Kirche mit Friedhof und Einfriedung | Frühgotische Feldsteinkirche vom 13. Jahrhundert mit eingezogenem Chor in Backstein mit einem steilen Kreuzrippengewölbe; Westturm aus Feld- und Backstein; Altarblock und Kanzel von um 1664, Orgel und Empore vom 19. Jh. | Kirche mit Friedhof und Einfriedung |

## Quelle
Denkmalliste des Landkreises Rostock A ‐ Z (Stand: 10. Februar 2021; PDF, 497 KB)